# Eizeringen
Eizeringen is een dorp in de Belgische gemeente Lennik,  gelegen in het Pajottenland. Het ligt in het noorden van de deelgemeente Sint-Kwintens-Lennik en bestaat uit de volgende gehuchten: Eizeringen, Tuitenberg, Ten Nelleken en Hunsel.
In 1188 is er voor het eerst sprake van Iserghem (Eizeringen), daarmee is het een van de oudst bekende delen van Lennik.
Het hoogste punt van Eizeringen is de 97 meter hoge Tuitenberg, die op landkaarten van 1720 vermeld staat als 'Teutenberg', naar alle waarschijnlijkheid verwijzend naar de aanwezigheid van een Germaanse (Teutoonse) nederzetting. Na de Kesterberg is de Tuitenberg het hoogste punt van het Pajottenland.
Ten Nelleken wordt gekenmerkt door de aanwezigheid van een dries, een driehoekig grasplein omkaderd door lage dorpshuizen. De geschiedenis van de dries gaat terug tot de Frankische periode. Op een uithoek van de dries staat een kapel, toegewijd aan de Heilige Berlindis. De met groene en bruine beuken (Fagus sylvatica, F.s. 'Atropunicea') omgeven dries werd in 2010 beschermd als 'waardevol houtig erfgoed in Vlaanderen'. Deze bomen werden rond de Eerste Wereldoorlog aangeplant. In 2017 werden de iconische beuken gekapt omdat ze zwaar aangetast waren door een reuzenzwam.
Het Eizeringse dialact verschilt sterk van de dialecten die in Sint-Kwintens-Lennik, Sint-Martens-Lennik en Gaasbeek worden gesproken.

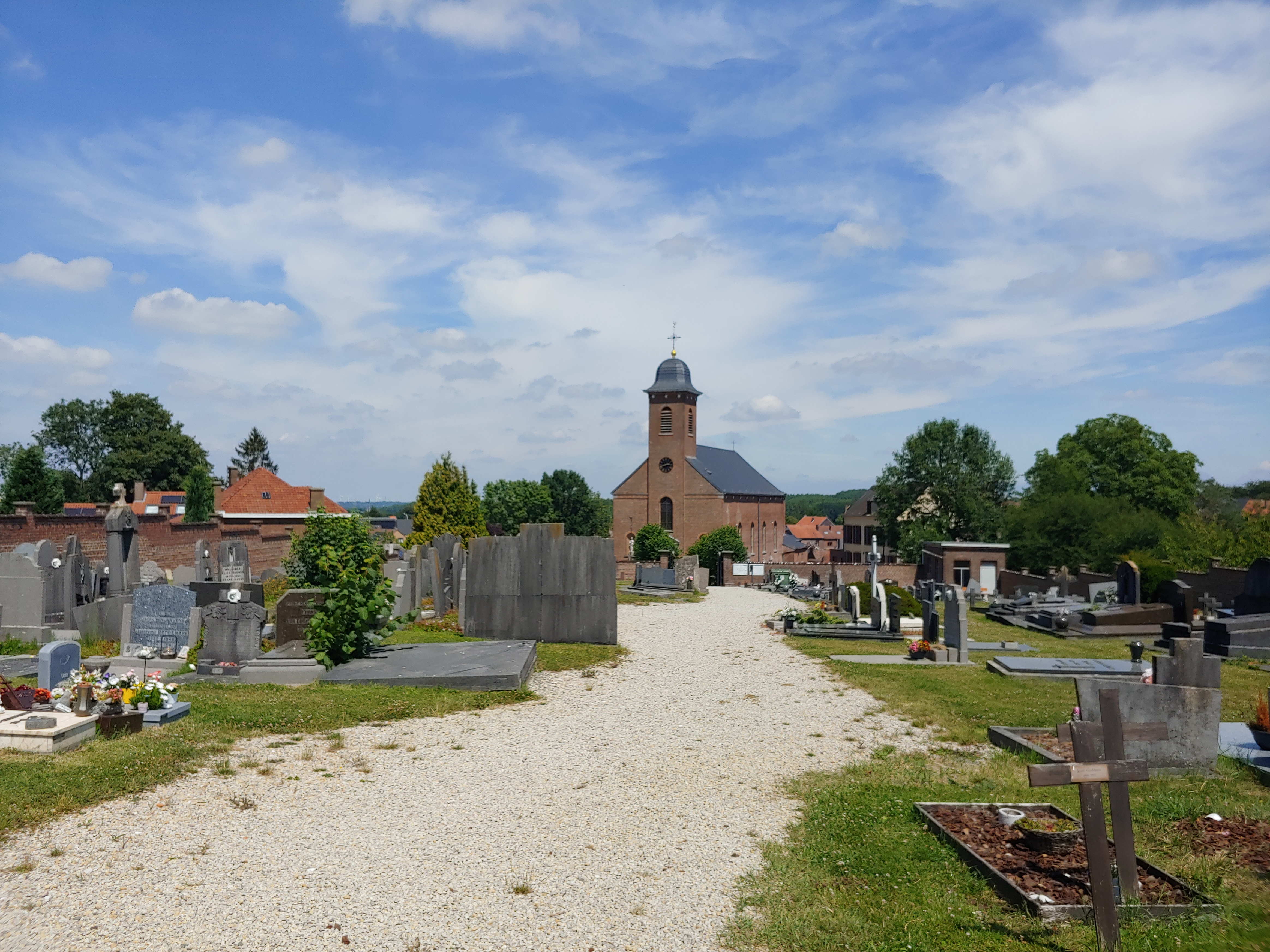
De kerk en het kerkhof van Eizeringen.

## Bezienswaardigheden
- Het Kasteel Neufcour in neoclassicistische stijl.
- De Sint-Ursulakerk uit 1842, met eenbeukig schip, koor en ingebouwde westertoren, naar het ontwerp van architect Spaak.

## Natuur en landschap
Eizeringen ligt op een hoogte van 46-96 meter (Tuitenberg).

## Klooster
Centraal in het dorp is er het klooster, in 1847 opgericht, met school, en voormalig Franstalig pensionaat (kostschool) voor meisjes en jongens (1901–1975). De meisjes verbleven in de gebouwen van de school en kregen er ook les. De jongens verbleven eveneens in de gebouwen van de school maar de klaslokalen waren gevestigd in het kasteel. Het klooster werd opgericht door oud-burgemeester Maximilianus Benedictus Heymans. Het was Theresia Joanna Heymans (dv. Maximilianus en Joanna Maria De Coninck) die de eerste kloosteroverste werd. Aan de rand van het park aan de Luitenant Jacopsstraat is er een bidgrot.

## Volkscafé
Tegenover de kerk bevindt zich het café In de Verzekering tegen de Grote Dorst. Het gebouw werd één jaar na de bouw van de kerk gerealiseerd. Omdat de herberg gedurende meer dan 4 decennia enkel open was op zon- en hoogdagen van 10 tot 13u30 werd de herberg ook wel 'het café met de langste naam, maar met de kortste openingsuren' genoemd. Sedert januari 2017 is het café open van 10 tot 20 uur.
Het café heeft internationale faam verworven omwille van zijn groot aanbod van lokale streekbieren zoals geuze, kriek en lambiek. In 2009 organiseerden Toerisme Vlaanderen en het tv-programma Vlaanderen Vakantieland een landelijke wedstrijd. De herberg won die wedstrijd en sleepte de titel Strafste Café van Vlaanderen in de wacht. Sinds september 2009 staat het café ook in de Ratebeer-lijst van de 50 beste bierbestemmingen ter wereld. Sedert februari 2017 staat de herberg in dit mondiale klassement op de eerste plaats.

## Verenigingsleven
Tot 2015 was er ook een eigen "Muziek van Eizeringen", harmonie De Eendracht.
Eind 2009 werd dorpsvereniging "Eizeringen Leeft!" opgericht. Deze vzw ijvert voor het behoud van het landelijke karakter van het dorp alsook voor het dichter bij elkaar te brengen van zowel de inwoners die in Eizeringen geboren en getogen zijn als die recent in het dorp zijn komen wonen.

## Nabijgelegen kernen
Sint-Kwintens-Lennik, Onze-Lieve-Vrouw-Lombeek, Strijtem, Borchtlombeek, Wambeek, Schepdaal